# ヌオルガム

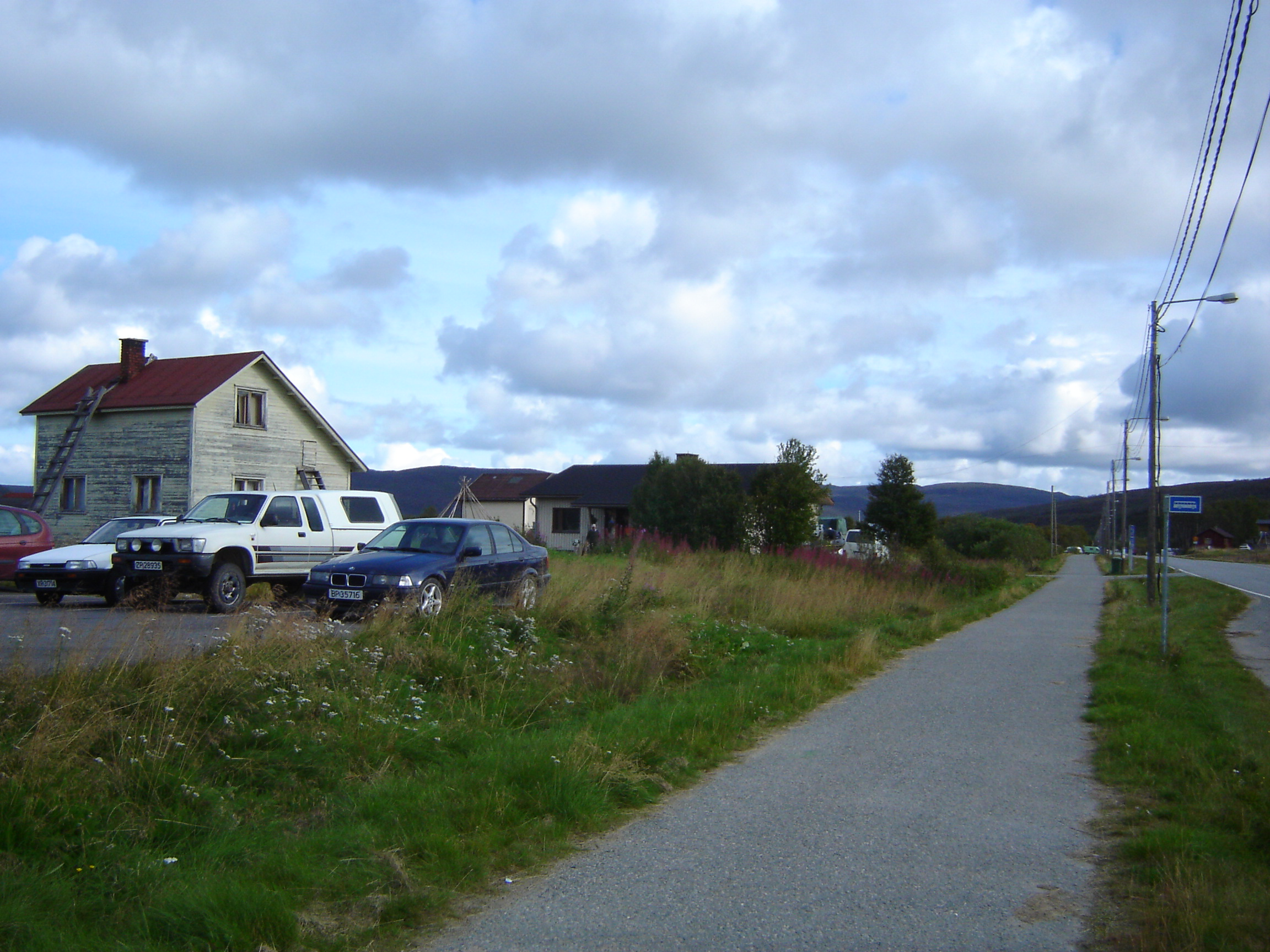
ヌオルガムの村

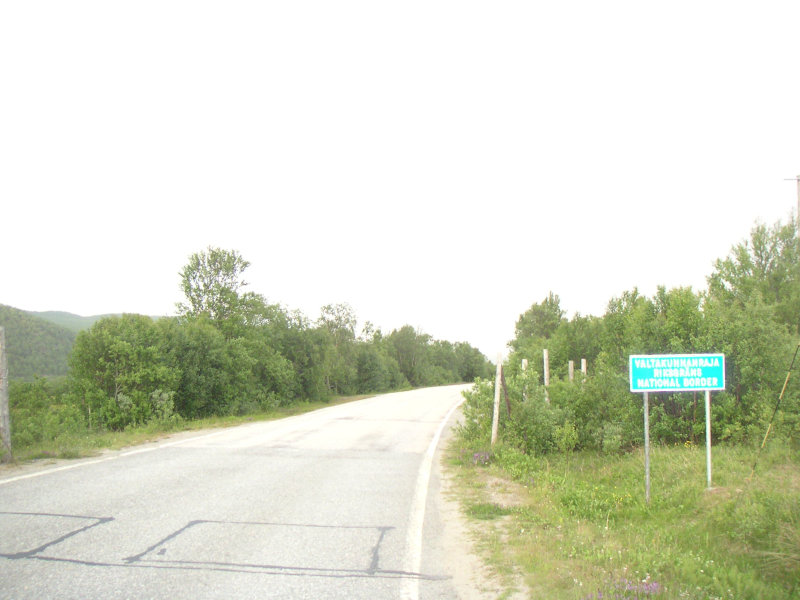
フィンランド及び欧州連合の最北端。ノルウェイとの国境は、ヌオルガムから東北東3kmにある。正確な地点は、道路の左側の川の中にある。

ヌオルガム (Nuorgam) は、フィンランドのラッピ県ウツヨキにある人口200人程度の村である。フィンランド及び欧州連合の最北端に近い位置にある。サケの漁場として非常に有名なタナ川の岸辺に位置し、付近にはウツヨキとタナの小村がある。比較的近い大きな都市は、ムルマンスク、ロヴァニエミ、ハンメルフェスト、アルタ、トロムソ等がある。トロムソまでの距離は、約700kmである。
 ウィキメディア・コモンズには、ヌオルガムに関するカテゴリがあります。
座標: 北緯70度04分50秒 東経027度52分30秒 / 北緯70.08056度 東経27.87500度